# Scleria depressa
Scleria depressa är en halvgräsart som först beskrevs av Charles Baron Clarke, och fick sitt nu gällande namn av Ernest Nelmes. Scleria depressa ingår i släktet Scleria och familjen halvgräs. Inga underarter finns listade i Catalogue of Life.